# بهروز برومند
بهروز برومند (زادهٔ ۱۳۱۹ در قائم‌شهر)
پزشک ایرانی، عضو پیوستهٔ فرهنگستان علوم پزشکی، استاد دانشگاه و عضو حزب ملت ایران و از ملی‌گرایان و اعضای هیئت اجرایی جبههٔ ملی ایران در دورهٔ انقلاب است.از ایشان به عنوان پدر علم نفرولوژی ایران یاد می‌شود.

## زندگی
پدرش غلامعلی برومند شهمیرزادی بود. او از دوران کودکی خود چنین می‌گوید: «از کودکی خود به یاد دارم که شادروان پدرم که از بازرگانان خوش‌نام و پرآوازه و رئیس انجمن و سازمان شیر و خورشید سرخ قائم شهر بود الگوی من برای زندگی آینده‌ام شد. کمتر از ده سال داشتم که در قادیکلاه از بخش‌های شهرستان قائم شهر آتش‌سوزی بزرگی رخ داد و پدرم با همه توان به کمک آسیب دیدگان شتافت و همه مکان بازرگانی پدرم به جایگاهی برای کمک به آسیب دیدگان آتش‌سوزی تبدیل شد و من از همان روزها با پنبه و الکل و داروهای ضد عفونی آشنا شدم. سپس آسیب دیدگان مرا بیشتر برای خدمتگزاری تشویق می‌کردند و این انگیزه‌های مرا برای پزشک شدن پایه‌گذاری می‌کرد.»
او دوران ابتدایی را در قائم شهر (شاهی پیشین) و متوسطه را در دبیرستانهای راهنما و ادیب تهران به پایان برد. در دوران دانش‌آموزی متولی شبکه‌های دانش‌آموزان حزب ملت ایران بود. وی دکترای پزشکی را از دانشگاه تهران و تخصص داخلی را از دانشگاه جورج تاون آمریکا دریافت کرد.
بهروز برومند در دوران تحصیل در دانشکده پزشکی دانشگاه تهران در فعالیت‌های آزادی خواهانه دانشجویی شرکت می‌کرد. او سرپرست گروه دانشجویان وابسته به حزب ملت ایران و عضو نخستین کمیته دانشگاه جبهه ملی ایران بود. وی سه بار و هر بار به مدت دو ماه زندانی شد.

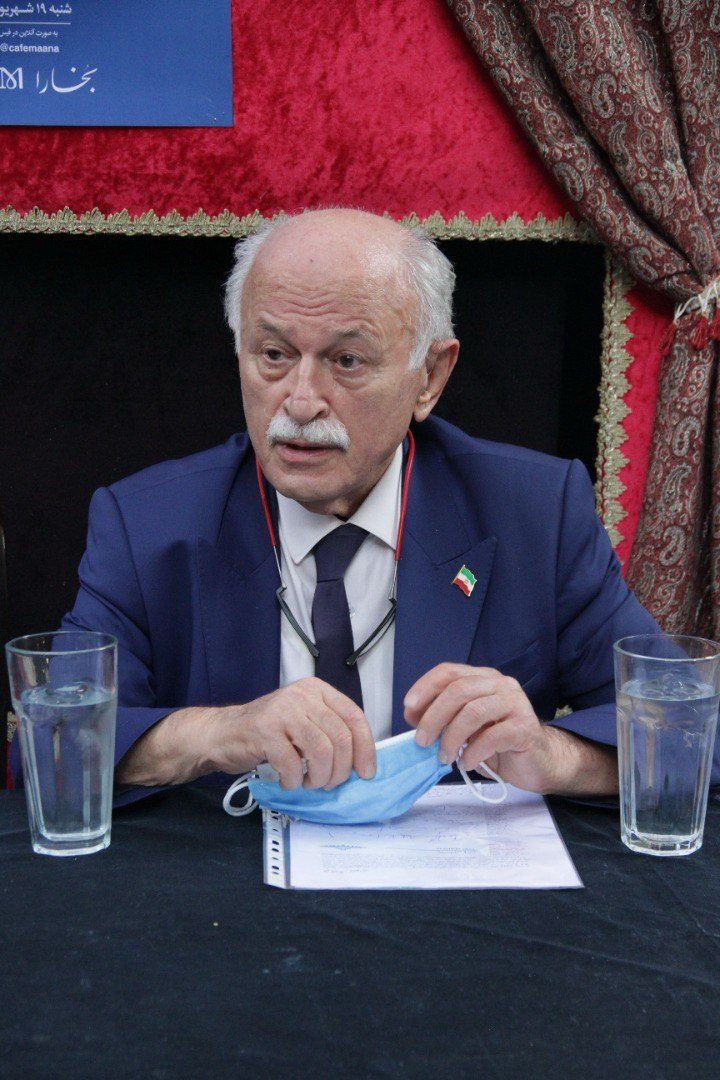
پروفسور بهروز برومند در نشست عصرشنبه‌های مجله بخارا

## سمت‌ها
- سرپرست نخستین مرکز دیالیز و پیوند کلیه ایران وابسته به وزارت بهداری ۱۳۵۴–۱۳۵۸[۸]
- رئیس دانشگاه علوم پزشکی ایران ۱۳۵۸–۱۳۶۰
- شرکت در فعالیت‌های آموزشی و درمانی در پشت خط جبهه در آبادان و اهواز تا پایان جنگ
- رئیس بخش داخلی بیمارستان فیروزگر از سال ۱۳۵۵ تا ۱۳۵۸
- سرپرست بخش نفرولوژی بیمارستان دکتر شریعتی وابسته به دانشگاه تهران از سال ۱۳۶۰ تا ۱۳۶۴
- رئیس انجمن علمی نفرولوژی ایران در پنج دوره
- عضو وابسته فرهنگستان علوم پزشکی از سال ۱۳۸۲–۱۳۸۵
- عضو پیوسته فرهنگستان علوم پزشکی از سال ۱۳۸۶
- عضویت در هیئت مدیره فدراسیون ورزشی بیماریهای خاص
- عضویت در گروه بالینی فرهنگستان علوم پزشکی
- عضویت دو دوره در هیئت مدیره سازمان نظام پزشکی مرکز جمهوری اسلامی ایران
- عضو هیئت تحریریه مجله‌های نفرون (از سال ۱۹۷۵–۲۰۰۰ میلادی) و AIM
- عضو هیئت مدیره انجمن پیوند اعضا
- عضو هیئت تحریریه مجله Transplantation آمریکا از ژانویه ۲۰۱۱
- نماینده ایران در MESOT برای مدت دو سال
- نایب رئیس MESOT برای مدت دو سال

## پدر علم نفرولوژی ایران
بر اساس بررسی‌های به عمل آمده از سوی کمیته مرکزی و کمیته بورد انجمن جهانی نفرولوژی، بهروز برومند به عنوان پایه‌گذار و پیشگام دانش بیماری‌های کلیه و نفرولوژی شناخته شد.

نشسته از راست :بهروز برومند،پرویز مشکاتیان،امیرهوشنگ ابتهاج
ایستاده از راست:بهرام بیضایی،ایرج افشار،جلال خالقی مطلق،محمدرضا شفیعی کدکنی

## فعالیت سیاسی
برومند از اعضای حزب ملت ایران از احزاب ملی‌گرای ایران است. وی روز تشییع جنازه فروهرها در بهشت زهرا سخنرانی کرد و در مراسم سالگرد آن‌ها حضور فعال دارد. وی همچنین سخنران مراسم سالگرد درگذشت مصدق در احمدآباد در سال ۱۳۸۴ و ۱۳۸۶ بود.
بهروز برومند در سال ۱۳۵۷ به عضویت شورای مرکزی جبهه ملی ایران (جبهه ملی چهارم) انتخاب شد. بهروز برومند از پایه‌گذاران سازمان پزشکان جبهه ملی به همراه دکتر موسویان و در سال ۱۳۵۸ هم‌زمان با خروج حزب ملت ایران از جبهه ملی جدا شد. ref>تلاش برای استقلال -دکتر عبدالکریم انواری -نشر ساتراپ لندن - ۱۳۹۳- ص ۲۶۵</ref>
در دوران انقلاب بهمن ۵۷ برای پیشبرد هدفهای انقلاب، سخنرانی‌های گوناگون برای کارمندان وزارت دارایی، بهداشت و درمان و تلویزیون در تهران انجام داد. پس از پیروزی انقلاب به سخنرانی در دانشگاه شیراز در سال ۵۹ و همچنین سخنرانی در ابن بابویه تهران بر سر مزار شهدای ۳۰ تیر پرداخت.
پس از انتصاب علیرضا مرندی به جای ایرج فاضل، پس از اعتراض فاضل به سرکوب مردم پس از انتخابات ریاست جمهوری، برومند با انتشار نامه‌ای به این عمل اعتراض کرد و نوشت: «با اندوه بسیار آگاهی یافتم آقای دکتر علیرضا مرندی با روشی نادرست از سوی شورای عالی انقلاب فرهنگی، به ریاست فرهنگستان علوم پزشکی گمارده شده‌اند و بدان سبب که پیشینه آقای دکتر مرندی در آموزش و پژوهش علوم پزشکی حتی به اندازه‌ای نبوده که به عضویت فرهنگستان پذیرفته شوند و از سوی دیگر روند گزینش ایشان نادرست بوده و از سوی اعضای پیوسته فرهنگستان درخواستی برای انتصاب ایشان نشده‌است، من دورنمای فرهنگستان را بسیار تاریک و سطح پایین می‌بینم…»

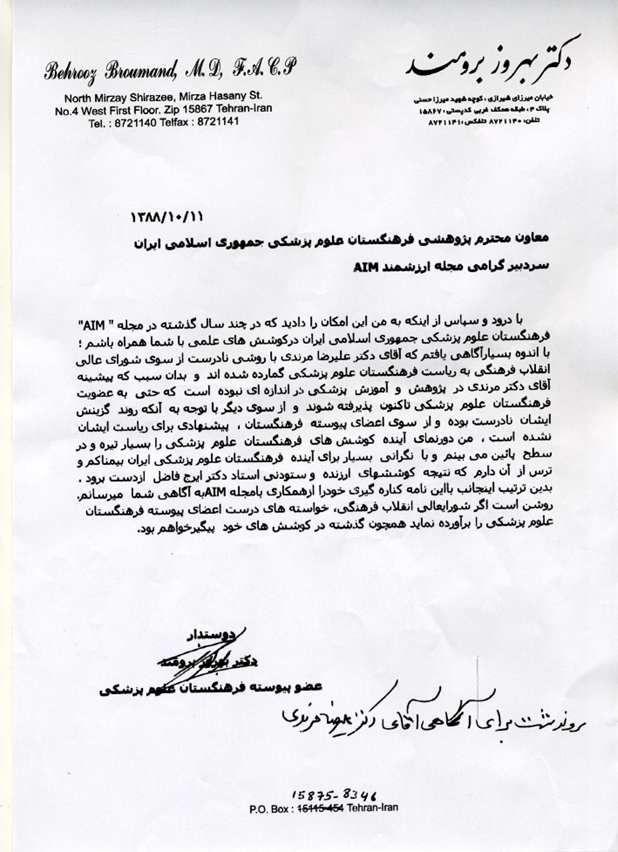
نامه کناره گیری دکتر بهروز برومند از فرهنگستان علوم پزشکی ایران

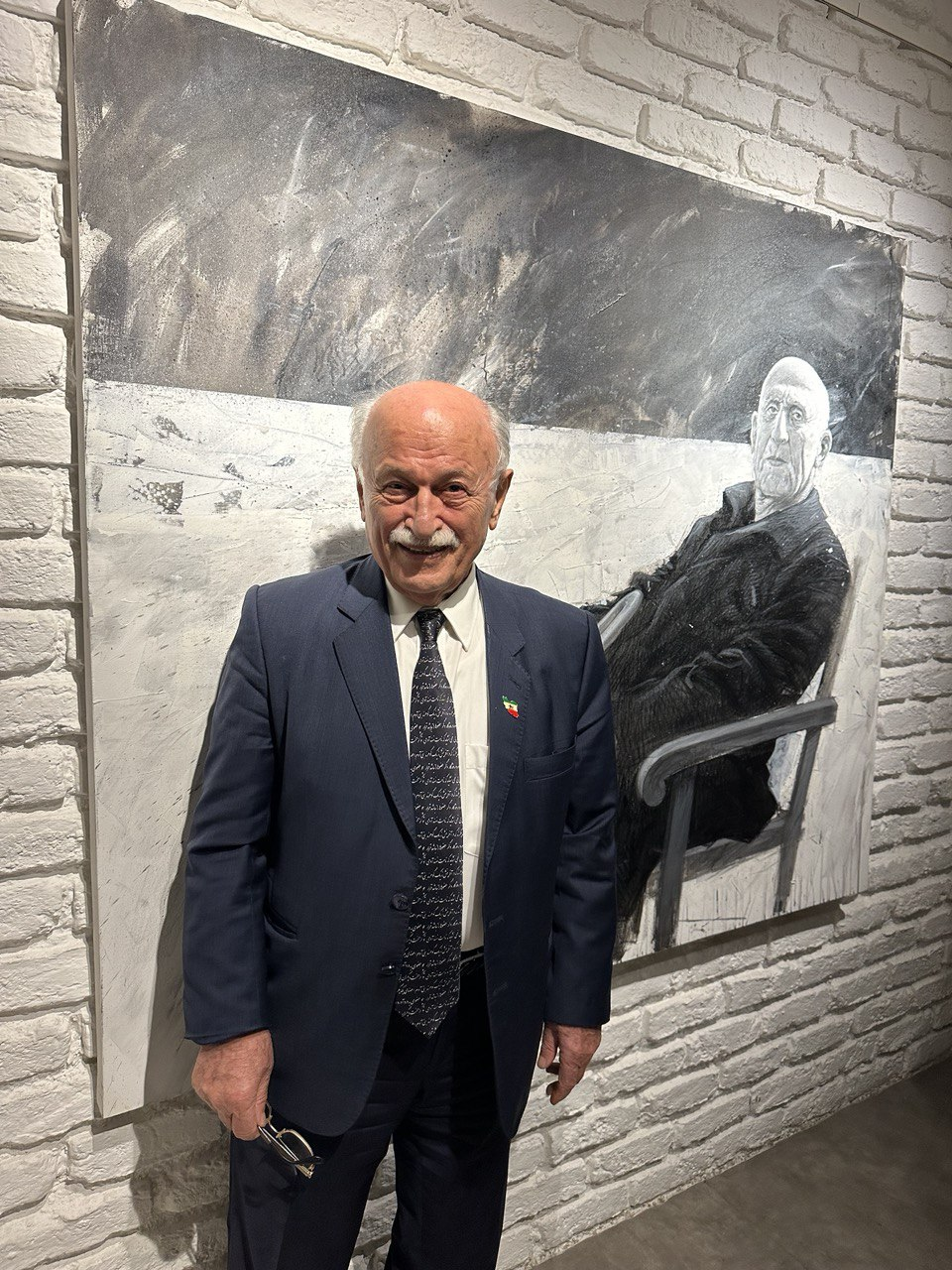
پروفسور بهروز برومند در گالری روزی روزگاری مصدق

## نکوداشت
دویست و هشتاد و نهمین شب مجله بخارا به دکتر بهروز برومند اختصاص داشت که عصر چهارشنبه ۳۰ فروردین ۱۳۹۶ با همکاری انتشارات گاندی، بنیاد موقوفات دکتر محمود افشار، کانون زبان فارسی و مجله بخارا برگزار شد.
در ۲۷ خرداد ۱۳۹۷ مراسم نکوداشت بهروز برومند در زادگاه او قائمشهر برگزار شد. در این مراسم که «همایش مشاهیرشناسی مازندران» نام داشت، از او به عنوان «پدر نفرولوژی ایران» تجلیل شد. در پی این مراسم نماد شیر و خورشید بر لباس بهروز برومند با خشم علی ادیانی راد، نماینده این شهر در مجلس شورای اسلامی روبه‌رو شد.

## کتاب شناسی
- آوازه جاودانه از انتشارات میرماه ؛ زندگی، کار، اندیشه و روزگار دکتر بهروز برومند ( پاره‌ی نخست / ۱۳۱۹- ۱۳۵۹ خورشیدی)به کوشش دکتر علی یزدی نژاد و بانو مرضیه یزدانی چاپ ۱۴۰۱[۱۹]
- کلیه و بیماریهای آن از انتشارات کتابخانه  آیه الله مرعشی نجفی چاپ ۱۳۶۹
- سنگ کلیه و مثانه از دیدگاه محمد‌بن زکریای رازی با همکاری دکتر علی نوبخت حقیقی از انتشارات فرهنگستان علوم پزشکی چاپ ۱۳۸۷[۲۰]